# Бицуно (Равена)
Бицуно је насеље у Италији у округу Равена, региону Емилија-Ромања.
Према процени из 2011. у насељу је живело 484 становника. Насеље се налази на надморској висини од 10 м.